# Wężojad górski
Wężojad górski (Spilornis kinabaluensis) – gatunek ptaka drapieżnego z rodziny jastrzębiowatych (Accipitridae). Jest endemiczny dla północnej części wyspy Borneo. Bliski zagrożenia.
SystematykaTakson ten po raz pierwszy został opisany naukowo przez Williama Lutleya Sclatera, który uznał go za podgatunek wężojada czubatego i nadał mu nazwę Spilornis cheela kinabaluensis. Holotyp pochodził z góry Kinabalu. Obecnie wężojad górski jest klasyfikowany jako odrębny, monotypowy gatunek.
MorfologiaGłowa i plecy mają czarne upierzenie, z białymi cętkami wzdłuż ramion. Klatka piersiowa jest rudo-brązowa, brzuch czerwonawy z białymi plamkami, ogon czarny z białym, prostopadłym pasem pośrodku, dziób i nogi jasnożółte. Osobniki tego gatunku osiągają długość 51–56 cm.
Ekologia i zachowanieWężojady górskie żyją głównie w lasach reglowych, na wysokości od 750 do 2900 m n.p.m. Nie migrują. Żywią się wężami i jaszczurkami.
StatusMiędzynarodowa Unia Ochrony Przyrody (IUCN) od 2022 roku uznaje wężojada górskiego za gatunek bliski zagrożenia (NT – near threatened); wcześniej, od 2000 był klasyfikowany jako gatunek narażony (VU – vulnerable), a od 1994 roku miał on status DD (brak danych). Liczebność populacji szacuje się na 2500–9999 dorosłych osobników. Trend liczebności populacji uznaje się za spadkowy. Główne zagrożenie dla gatunku to utrata, degradacja i fragmentacja siedlisk.